# Орсон Бин
Орсон Бин (англ. Orson Bean, при рождении Даллас Фредерик Барроуз (Dallas Frederick Burrows), 22 июля 1928, Берлингтон, Вермонт — 7 февраля 2020, Венис, Калифорния) — американский актёр, комик и продюсер.

## Биография
Родился в Берлингтоне, штат Вермонт, в 1928 году в семье Мэриан Эйнсворт (урожденной Поллард) и Джорджа Фредерика Берроуза. В 16 лет он ушёл из дома, после того как его мать покончила жизнь самоубийством. В 1946 году Барроуз окончил техническую школу Риндж в Кембридже, штат Массачусетс, после чего вступил в ряды армии США и год служил в Японии. После армии он некоторое время работал фокусником, а затем начал карьеру в качестве стендап-комика, взяв вскоре себе сценическое имя Орсон Бин. В последующие годы он был ведущим в комедийном радио-шоу, а также часто выступал в нью-йоркском комедийном клубе «Blue Angel».
В начале 1950-х Бин попал в чёрный список Голливуда за посещение собраний коммунистической партии, однако уже через год вновь продолжил свою карьеру. В 1950-е и 1960-е годы он много играл на театральной сцене, включая ряд бродвейских постановок, став лауреатом премии «Obie» и номинантом на «Тони». В то же время стартовала его карьера на телевидении, где Бин исполнил множество ролей в таких телесериалах как «Сумеречная зона», «Лодка любви», «Она написала убийство», «Доктор Куин: Женщина-врач», «Диагноз: Убийство», «Элли МакБил», «Уилл и Грейс», «Отчаянные домохозяйки» и «Как я встретил вашу маму». Помимо этого Бин был частым гостем в различных телешоу, среди которых «Говори правду» и «The Tonight Show». На большом экране актёр появлялся нечасто, исполнив свои наиболее заметные роли в фильмах «Внутреннее пространство» (1987), «Быть Джоном Малковичем» (1999) и «Великий уравнитель 2» (2018).
Орсон Бин трижды был женат. В первом браке с актрисой Жаклин де Сибур у него родилась дочь Мишель, а его вторая супруга актриса и модельер Кэролайн Максвелл стала матерью его троих детей Макса, Сюзанны и Иезекииля. Его третьей женой стала актриса Элли Миллс, которая была младше него на 23 года.
7 февраля 2020 года 91-летний актёр погиб в районе Венис в Лос-Анджелесе, будучи сбитым на переходе сразу двумя автомобилями. Одна из них задела Бина, из-за чего тот упал, а затем он попал под колеса второй.